# Burgstelle Bachtal
Burgstelle Bachtal bezeichnet vermutlich die Stelle des urkundlich genannten Burgstall im Bachtal, eine abgegangene Höhenburg in Talrandlage bei der Gemeinde Buchheim im Landkreis Tuttlingen in Baden-Württemberg.
Die Burgstelle der Talrandburg zeigt nur noch einen verschliffenen Graben.